# Fredshøj Kirkegård
Fredshøj Kirkegård (på tysk Friedhof Friedenshügel) er en kirkegård beliggende i det sydvestlige Flensborg tæt ved Hærvejen i bydelen Friserbjerg. Den blev oprettet i 1911 som byens tredje kommunale kirkegård og er udformet af arkitekten Johann Wilhelm Cordes.
Kirkegården råder over et større kapel og har over 12.000 gravsteder. Blandt dem er også en del jødiske og muslimske gravsteder. De er indhegnet og har en separat indgang. Kapellet blev tegnet af Peter Jürgensen og blev opført i en karakteristisk slesvig-holstensk hjemstavnsstil (som modsvarer den danske stilart Bedre Byggeskik). Kapellet kan rumme ca. 250 personer.
På kirkegården findes også en dansksproget mindesten over de børn og voksne, som blev dræbt, da en bombe under luftangrebet på Flensborg den 19. maj 1943 ramte beskyttelsesrummet ved den danske børnehave Ingridhjemmet i Batterigade i Nordstaden. 15 danske børn og to lærerinder omkom dengang. Der er også en del tyske krigsgrave for de faldne fra 1. og 2. verdenskrig.
Navnet Fredshøj henviser til en tidligere grænsekonflikt mellem sognene Sankt Nikolaj og Sankt Marie (Vor Frue) i Indre By, som blev afsluttet i 1718.
De to andre kirkegårde i Flensborg er Den Gamle Kirkegård fra 1811 og Møllekirkegård fra 1872. De nye kirkegårde afløste de mindre kirkegårde ved bykirkerne.